# Зеленоглава патица
Зеленоглавата патица (Anas platyrhynchos), също обикновена дива патица, зеленоглавка или пловка, също и ешилбаш е средно голям представител на семейство Патицови, разред Гъскоподобни. Тежи между 0,9 и 1,7 kg. Дължина на тялото 56 – 65 cm. Виолетово-синьо крилно огледало с метален блясък, оградено отпред и отзад с черни и бели ивици. Силно изразен полов, сезонен и възрастов диморфизъм. Лятно време оперението на двата пола е сходно, но мъжките имат жълто-зелена човка. Лети и излита шумно, гласът и е тих, подобен на този на домашните патици.

## Разпространение
Холоарктичен вид. Гнезди в Европа, Азия и Северна Америка, южна Гренландия и северна Африка, среща се и в България. Аклиматизирана е в Австралия и Нова Зеландия. В южните части на ареала си е постоянен вид. В България се среща през цялата година, но е най-многобройна по време на прелетите и през зимата.
Обитава разнообразни влажни зони, разливи на реки, сладководни, бракични и солени водоеми. Изисква наличие на гъста крайбрежна растителност, където може да гнезди и да се укрива по време на линеенето. Избягва бързотечащи води. Най-често се среща в равнинните части на страната, край р. Дунав и по черноморското крайбрежие. Понася близостта на човека. 

Числеността на зимуващите популации се оценява на около 9 милиона в Европа и Азия, 17 – 18 милиона в Северна Америка. В България зимуват средно около 100 000 патици. Зеленоглавата патица е най-многобройният вид патица в България.

## Начин на живот и хранене
Лятно време възрастните птици линеят. През юни мъжките се събират на ята в обширни блата и езера с висока тръстика, къдет почти изведнъж окапват всичките им опашни и крилни пера. За около половин месец губят способността си да летят. През това време се крият и трудно могат да бъдат намерени, докато не им израстне лятното оперение, което по цвят прилича на женското.
Храни се поравно с растителна и животинска храна, като търси храната в плитчините на дълбочини не по-големи от 35 cm.

## Размножаване
Бива както полигамна, така и моногамна, често се образуват устойчиви двойки още през зимата, като това не води до разпадане на ятото. Понякога двойките се задържат и по-няколко години. Пролетта мъжките птици често се бият, опитвайки се да завоюват други женски и да пазят територията си. 
Гнездото си построява добре скрито сред гъсто обраслите крайбрежни участъци, често под някой храст. Известни са случаи когато гнезди и на дървета, използва стари гнезда на врани, чапли или по-широки дупки. В строежа му мъжките птици не вземат участие. То е застлано със сухи растения, листа, трева и пух, който после се използва за да покрива и топли яйцата докато женската отсъства. Гнездовият период е от края на март до края на юни. Тя снася ежедневно по едно яйце. Броя на яйцата е от 4 до 18, най-често 9 – 13. Теглото им е около 50 гр. Те са бели с лек зеленикав оттенък, който впоследствие изчезва. Мъти 26 дни. Малките се излюпват достатъчно развити и могат да се тичат, плуват, гмуркат и хранят самостоятелно след броени часове. Малките обичат и умеят да се гмуркат много добре, за разлика от възрастните птици, които го правят рядко и неохотно. Когато навършат месец и половина, спират да писукат и започват да крякат, като възрастните. На двумесечна възраст започват да се учат да летят. Вследствие на голямото количество неприятели (хищници, човек) 3/4 от малките не оцеляват до достигане на полова зрялост.

## Лов
Зеленоглавата патица е основен ловен обект през зимната част на ловния сезон (разрешена за лов от 01.09 до 31.01) по поречията на р.Марица и р.Дунав и наред с гъските по краибрежието на Черно море. Ловът им е най-успешен привечер, когато ятата са принудени да кацат за къпане. При интензивен прелет отстрелът им е продуктивен през целия ден. На няколко години се наблюдава т.нар. влачене на санк от реките (ледоход), при тези условия птиците са неспокойни и са принудени да излитат често.

## Допълнителни сведения
Зеленоглавата патица е родоначалник на всички породи обикновени домашни патици с които успешно се кръстосва и оставя жизнеспособно поколение. Регистрирани са и случай на кръстоска с шилоопашата патица. Лесно се опитомява, живее и се размножава добре в домашни условия. Често се използва и с декоративна цел в парковите водоеми.